# Chalishevia cothurnata
Chalishevia es un género extinto de Erythrosuchidae que vivió durante el Triásico Medio en lo que hoy es Rusia.

## Descripción
Chalishevia es conocido por los restos incompletos, insuficientes, sin embargo, se ha sugerido una reconstrucción a través de la comparación con los fósiles de animales similares más conocidos. El Chalishevia era un reptil grande, a unos 2 metros de largo, con extremidades enormes y relativamente cortas. El cráneo era más grande en relación con su cuerpo, y la parte delantera de la boca estaba curvada hacia abajo. Tenía un aspecto muy similar al de Shansisuchus, que vivió en China.

## Clasificación
Este animal fue descrito por primera vez en 1980 por Ochev, gracias a los fósiles que se encuentran en las capas del Triásico Medio de la Rusia europea. Los fósiles indican que Chalishevia era un representante de eritrosúquidos, un grupo de grandes depredadores arcosauriformes muy comunes durante el Triásico Medio.